# アレクサンダル・アタナシエビッチ
アレクサンダル・アタナシエビッチ（セルビア語: Александар Атанасијевић、1991年9月4日 - ）は、セルビアの男子バレーボール選手。ポジションはオポジット。セルビア代表。

## 来歴
ベオグラード出身。
イヴァン・ミリュコヴィッチの後継者、次世代のエースとして期待されている。2009年にOKパルチザンに入団、2010-2011年シーズンはセルビアリーグの優勝に貢献した。2011年よりポーランドの屈指の名門クラブ、PGEスクラ・ベウハトゥフでプレーする。
代表では、2009年よりユース代表に選出され、2009年世界ユース選手権では優勝に大きく貢献し、MVPを獲得した。2010年より代表登録メンバーに選出された。2011年世界ジュニア選手権で３位、シニア代表でも2011年バレーボール男子欧州選手権で優勝を経験した。2012年、ミリュコヴィッチの代表引退により背番号14番を受け継いだ。ロンドンオリンピックに出場。

## 人物
2022年5月にブルガリアのバレーボール選手のエリツァ・バシレバと結婚した。

## 球歴
- オリンピック - 2012年 (9位)
- 欧州選手権 - 2011年 (優勝)
- ワールドリーグ - 2011年、2012年 (9位)
- 世界ジュニア選手権 - 2011年 (3位)
- 世界ユース選手権 - 2009年 (優勝)
- 欧州ジュニア選手権 - 2010年 (3位)

## 受賞歴
- 2009年世界ユース選手権 MVP

## 所属クラブ
- OKパルチザン（セルビア語版） （2009-2011年）
- PGEスクラ・ベウハトゥフ（2011-2013年）
- シル・サフェーティ・ペルージャ（2013-2021年）
- PGEスクラ・ベウハトゥフ（2021-2023年）
- 上海金色年華男排（中国語版）（2023-2024年）
- オリンピアコス（2024年-）